# Sarah Parish
Sarah Parish (Yeovil, 7 giugno 1968) è un'attrice britannica.

## Biografia
Dopo aver studiato all'Accademia Teatrale di Manchester, inizia la carriera partecipando ad alcune pubblicità. Ha recitato nel film The Wedding Date - L'amore ha il suo prezzo accanto a Debra Messing, ha avuto anche un piccolo ruolo nel film L'amore non va in vacanza accanto a Jude Law e Cameron Diaz. Ha partecipato anche a una puntata della serie Doctor Who e a due episodi di Merlin. Ha partecipato alla miniserie TV I pilastri della Terra, interpretando Regan Hamleigh. Ha interpretato Lucrezia Tornabuoni, madre di Lorenzo il Magnifico, nella serie “ I Medici”.

## Vita privata
È sorella del musicista John Parish.
Nel 2007 si è sposata con l'attore James Murray da cui ha avuto due figlie: Ella-Jayne (nata nel 2008 prematuramente di 5 settimane e morta 8 mesi dopo per una cardiopatia congenita), in onore della quale ha fondato, insieme al marito, l’ente di beneficenza “The Murray Parish Trust”, e Nell (nata nel 2009).

## Filmografia parziale

### Cinema
- The Wedding Date - L'amore ha il suo prezzo (The Wedding Date), regia di Claire Kilner (2005)
- L'amore non va in vacanza (The Holiday), regia di Nancy Meyers (2006)

### Televisione
- Peak Practice – serie TV, 30 episodi (1997-1999)
- Hearts and Bones – serie TV, 13 episodi (2000-2001)
- The Vice – serie TV, 3 episodi (2001)
- Cutting It – serie TV, 25 episodi (2002-2005)
- Trust – serie TV, 6 episodi (2003)
- Blackpool – serie TV, 6 episodi (2004)
- Miss Marple (Agatha Christie's Marple) – serie TV, episodio 2x01 (2006)
- Doctor Who  – serie TV, 1 episodio (2007)
- Merlin – serie TV, 2 episodi (2009)
- Amanti (Mistresses) – serie TV, 16 episodi (2008-2010)
- I pilastri della Terra (The Pillars of the Earth) – miniserie TV, 7 puntate (2010)
- Monroe – serie TV, 12 episodi (2011-2012)
- Hatfields & McCoys – miniserie TV, 3 puntate (2012)
- Poirot (Agatha Christie's Poirot) – serie TV, episodio 13x02 (2013)
- Atlantis – serie TV, 25 episodi (2013-2015)
- Trollied – serie TV, 24 episodi (2015-2018)
- Bancroft – serie TV, 7 episodi (2017-2020)
- I Medici (Medici: The Magnificent) – serie TV, 12 episodi (2019)
- The Cockfields – miniserie TV, 3 puntate (2019)
- McDonald & Dodds – serie TV, 1 episodio (2021)
- Stay Close - miniserie TV, 8 puntate (2021)
- Geek Girl - serie TV, 8 episodi (2024)
- Curfew - serie TV, 6 episodi (2024)

## Doppiatrici italiane
Nelle versioni in italiano delle opere in cui ha recitato, Sarah Parish è stata doppiata da:
- Cinzia De Carolis in Doctor Who, I Medici
- Gabriella Borri in The Wedding Date - L'amore ha il suo prezzo
- Laura Romano ne L'amore non va in vacanza
- Emanuela Rossi in Blackpool
- Tiziana Avarista in Merlin
- Fabrizia Castagnoli ne I Pilastri della Terra
- Eleonora De Angelis in Hatfields & McCoys
- Alessandra Korompay in Atlantis
- Franca D'Amato in Stay Close
- Alessandra Cassioli in Geek Girl